# Sintasjtacultuur
De Sintasjtacultuur is een archeologische cultuur van de bronstijd (2100-1800 v.Chr.) in de Pontisch-Kaspische Steppe in het grensgebied van Oost-Europa en Centraal-Azië.
In graven van deze cultuur zijn de oudste voorbeelden van gespaakte wielen en strijdwagens gevonden. De nederzettingen zijn ook opmerkelijk vanwege de intensieve mijnbouw en bronsmetallurgie.
Omdat de overblijfselen van de Sintasjtacultuur vaak direct onder die van latere nederzettingen gevonden werd, werd de cultuur in het verleden lang tot de Andronovocultuur gerekend. Ze wordt nu gezien als een afzonderlijke entiteit binnen de Andronovo-horizon.
Ze werd opgevolgd door de Petrovkacultuur, waarmee het ook als Sintasjta-Petrovkacultuur beschreven wordt.

## Oorsprong
De onmiddellijke voorganger in de Oeral-Tobolsteppe was de Poltavkacultuur, een afsplitsing van de veehouders der jamnacultuur welke tussen 2800 en 2600 oostwaarts trok.
Meerdere Sintasjtanederzettingen werden direct boven Poltavkanederzettingen of nabij Poltavkabegraafplaatsen gebouwd, en het Sintasta-aardewerk is vaak met Poltavka-motieven gedecoreerd. De materiële cultuur toont ook invloeden van de Abasjevocultuur, eveneens veehouders welke in de bossteppe ten noorden van het Sintasjtagebied woonden.

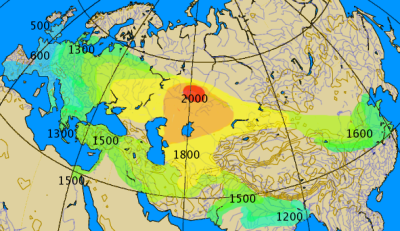
Verspreiding van de strijdwagen vanaf 2000 v.Chr.

De eerste Sintasjtanederzettingen verschenen rond 2100 v.Chr., tijdens een periode van klimaatverandering waarin het al droge steppegebied nog droger en kouder werd. De moerassige laaglanden bij de Oeral en Tobol, welke voorheen gebruikt werden als winterweidegebied, werden van toenemend belang voor overleving. Hierdoor werden de herders van zowel de Sintasjta als Abasjevocultuur gedwongen zich permanent in de rivierdalen te vestigen, weg van de makkelijker te verdedigen heuvelnederzettingen. De Abasjevocultuur werd al gekenmerkt door voortdurende interne strijd, de ecologische veranderingen en toenemende schaarste aan natuurlijke bronnen spoorde aan tot de bouw van versterkingen op een voorheen ongeziene schaal en vernieuwingen op militair gebied zoals de uitvinding van de strijdwagen. Toenemende competitie tussen stammen kunnen ook de verklaring zijn van de extravagante rituelen zichtbaar bij de Sintasjtagraven, waarbij rivaliserende stamhoofden elkaar probeerden te overtroeven in een wijze vergelijkbaar met de Noord-Amerikaanse potlatch-traditie.

## Metallurgie
Kopermetallurgie nam een centrale plaats in in de economie. Kopererts van nabijgelegen mijnen zoals Vorovskaja Jama werd naar de nederzettingen gebracht om daar tot koper en arseenbrons verwerkt te worden. Dit gebeurde op grote schaal: al de opgegraven gebouwen op de sites van Sintasjta en Arkaim bevatten overblijfselen van smeltovens en slakken.
Een groot deel van het gewonnen metaal werd verhandeld naar de steden van het archeologisch complex Bactrië-Margiana in het zuiden van Centraal-Azië. De metaalhandel tussen Sintasjta en Bactrië-Margiana verbond het steppegebied met de stedelijke beschavingen van Zuidwest-Azië: de rijken en stadstaten van Iran en Mesopotamië waren gretige afnemers van metaalwaren. Deze handelsbetrekkingen werden later tot de routes waarlangs paarden, strijdwagens en uiteindelijk de Indo-Iraanse volkeren zelf van de steppe naar Zuidwest-Azië trokken.

## Etnisch-taalkundige identiteit
De bevolking van de Sintasjtacultuur wordt gedacht een Proto-Indo-Iraanse taal te hebben gesproken. Men heeft geprobeerd overeenkomsten te vinden van beschrijvingen in de Rig-Veda met de begrafenisrituelen van de Sintasjtacultuur.
Er is ook taalkundig bewijs voor een gezamenlijke woordenschat van de Indo-Iraanse talen en de Fins-Oegrische talen, welke een nauw contact tussen de verschillende volkeren in het zuidelijke Oeralgebied veronderstelt.